# 11805 Novaković
11805 Novaković è un asteroide della fascia principale. Scoperto nel 1981, presenta un'orbita caratterizzata da un semiasse maggiore pari a 3,0244311 UA e da un'eccentricità di 0,1213853, inclinata di 9,51937° rispetto all'eclittica.